# Liste der Nummer-eins-Hits in Singapur (2020)
Diese Liste der Nummer-eins-Hits in Singapur 2020 basiert auf den offiziellen Chartlisten der RIAS. Die Charts basieren allein auf Musikstreaming. 

## Singles
| ← 2019 ← | Liste der Nummer-eins-Hits in Singapur | Liste der Nummer-eins-Hits in Singapur | Liste der Nummer-eins-Hits in Singapur | 2021 →                    |
| \| Zeitraum \| Wo. ges. \| Interpret \| Titel Autor(en) \| Zusätzliche Informationen \| \| (Zeitraum, Wochen auf Platz eins, Interpret, Titel, Autor[en], zusätzliche Informationen) \| \| \| \| \| \| ----------------------------------------------------------------------------------------- \| -------- \| -------------------------------- \| ------------------------------------------------------------------------------------------------------------------------------------------------ \| ------------------------- \| \| 27. Dezember 2019 – 2. Januar 2020 1 Woche \| 1 \| Red Velvet \| Psycho Kenzie, Andrew Scott, Cazzi Opeia, EJAE \| – \| \| 3. Januar 2020 – 20. Februar 2020 7 Wochen (insgesamt 9) \| 9 \| Tones and I \| Dance Monkey Toni Watson \| – \| \| 21. Februar 2020 – 12. März 2020 3 Wochen \| 3 \| Justin Bieber feat. Quavo \| Intentions Jason Boyd, Justin Drew Bieber, Quavious Keyate Marshall, Dominic J. Jordan, James M. Giannos \| – \| \| 13. März 2020 – 26. März 2020 2 Wochen \| 2 \| Itzy \| Wannabe Musik: Song Young-jin, Bick San-cho; Text: Park Cho-rong \| – \| \| 27. März 2020 – 2. April 2020 1 Woche \| 1 \| Dua Lipa \| Don’t Start Now Dua Lipa, Caroline Ailin, Emily Warren, Ian Kirkpatrick \| – \| \| 3. April 2020 – 9. April 2020 1 Woche (insgesamt 2) \| 2 \| Powfu feat. Beabadoobee \| Death Bed Isaiah Faber, Beatrice Laus, Oscar Lang \| – \| \| 10. April 2020 – 16. April 2020 1 Woche \| 1 \| Drake \| Toosie Slide Aubrey Graham, N. Kobe, Ozan Yildirim \| – \| \| 17. April 2020 – 23. April 2020 1 Woche \| 1 \| The Weeknd \| Blinding Lights Abel Tesfaye, Ahmad Balshe, Jason Quenneville, Max Martin, Oscar Holter \| – \| \| 24. April 2020 – 30. April 2020 1 Woche (insgesamt 2) \| 2 \| Powfu feat. Beabadoobee \| Death Bed Isaiah Faber, Beatrice Laus, Oscar Lang \| – \| \| 1. Mai 2020 – 21. Mai 2020 3 Wochen \| 3 \| IU feat. Suga \| Eight IU, Suga, El Capitxn \| – \| \| 22. Mai 2020 – 28. Mai 2020 1 Woche \| 1 \| Lady Gaga feat. Ariana Grande \| Rain on Me Stefani Germanotta, Ariana Grande, Nija Charles, Rami Yacoub, Michael Tucker, Martin Bresso, Alexander Ridha, Matthew Burns \| – \| \| 22. Mai 2020 – 4. Juni 2020 2 Wochen \| 2 \| Lady Gaga feat. Blackpink \| Sour Candy Michael Tucker, Stefani Germanotta, Madison Love, Matthew Burns, Rami Yacoub, Hong Jun Park \| – \| \| 5. Juni 2020 – 18. Juni 2020 2 Wochen \| 2 \| Twice \| More & More Musik: Justin Tranter, Zara Maria Larsson, Emenike Uzoechi Osisioma, Julia Michaels; Text: Park Jin-young, Bibi \| – \| \| 19. Juni 2020 – 25. Juni 2020 1 Woche \| 1 \| Ariana Grande with Justin Bieber \| Stuck with U Skyler Stonestreet, Scooter Braun, Justin Drew Bieber, Ariana Grande, Whitney Lauren Phillips, Gian Michael Stone, Freddy Wexler \| – \| \| 26. Juni 2020 – 20. August 2020 8 Wochen \| 8 \| Blackpink \| How You Like That Kim Jung-gu, 24, Park Hong-jun, Danny Chung \| – \| \| 21. August 2020 – 1. Oktober 2020 6 Wochen \| 6 \| BTS \| Dynamite Jessica Agombar, David Alexander Stewart \| – \| \| 2. Oktober 2020 – 22. Oktober 2020 3 Wochen \| 3 \| Blackpink \| Lovesick Girls 24, Brian Lee, Danny Chung, David Guetta, Jennie Kim, Kim Ji-soo, Leah Haywood, Lee Seung-joo \| – \| \| 23. Oktober 2020 – 19. November 2020 4 Wochen \| 4 \| Ariana Grande \| Positions Angelina Sherie Barrett, Brian Vincent Bates, Tommy Brown, Nua Charles, Steve Franks, Ariana Grande, London Tyler Holmes, James Jarvis \| – \| \| 20. November 2020 – 10. Dezember 2020 3 Wochen \| 3 \| BTS \| Life Goes On Christopher James Brenner, Ho Yeon Kang, Kim Namjun, Alina Paulsen, Antonina Armato, Min Yoon-gi, Jeong Hoseok \| – \| \| 11. Dezember 2020 – 17. Dezember 2020 1 Woche \| 1 \| Taylor Swift \| Willow Taylor A. Swift, Aaron Brooking Dessner \| – \| \| 18. Dezember 2020 – 24. Dezember 2020 1 Woche (insgesamt 2) \| 2 \| Mariah Carey \| All I Want for Christmas Is You Walter N. Afanasieff, Mariah Carey \| – \| \| 25. Dezember 2020 – 7. Januar 2021 2 Wochen \| 2 \| Crowd Lu 盧廣仲 \| Kè zài wǒ xīndǐ de míngzì 刻在我心底的名字 \| – \| |                                        |                                        | |                           |
| ← 2019 |                                        |                                        | | → 2021 →                  |
| Zeitraum | Wo. ges.                               | Interpret                              | Titel Autor(en) | Zusätzliche Informationen |
| (Zeitraum, Wochen auf Platz eins, Interpret, Titel, Autor[en], zusätzliche Informationen) |                                        |                                        | |                           |
| 27. Dezember 2019 – 2. Januar 2020 1 Woche | 1                                      | Red Velvet                             | Psycho Kenzie, Andrew Scott, Cazzi Opeia, EJAE                                                                                                   | –                         |
| 3. Januar 2020 – 20. Februar 2020 7 Wochen (insgesamt 9) | 9                                      | Tones and I                            | Dance Monkey Toni Watson | –                         |
| 21. Februar 2020 – 12. März 2020 3 Wochen | 3                                      | Justin Bieber feat. Quavo              | Intentions Jason Boyd, Justin Drew Bieber, Quavious Keyate Marshall, Dominic J. Jordan, James M. Giannos                                         | –                         |
| 13. März 2020 – 26. März 2020 2 Wochen | 2                                      | Itzy                                   | Wannabe Musik: Song Young-jin, Bick San-cho; Text: Park Cho-rong                                                                                 | –                         |
| 27. März 2020 – 2. April 2020 1 Woche | 1                                      | Dua Lipa                               | Don’t Start Now Dua Lipa, Caroline Ailin, Emily Warren, Ian Kirkpatrick                                                                          | –                         |
| 3. April 2020 – 9. April 2020 1 Woche (insgesamt 2) | 2                                      | Powfu feat. Beabadoobee                | Death Bed Isaiah Faber, Beatrice Laus, Oscar Lang                                                                                                | –                         |
| 10. April 2020 – 16. April 2020 1 Woche | 1                                      | Drake                                  | Toosie Slide Aubrey Graham, N. Kobe, Ozan Yildirim                                                                                               | –                         |
| 17. April 2020 – 23. April 2020 1 Woche | 1                                      | The Weeknd                             | Blinding Lights Abel Tesfaye, Ahmad Balshe, Jason Quenneville, Max Martin, Oscar Holter                                                          | –                         |
| 24. April 2020 – 30. April 2020 1 Woche (insgesamt 2) | 2                                      | Powfu feat. Beabadoobee                | Death Bed Isaiah Faber, Beatrice Laus, Oscar Lang                                                                                                | –                         |
| 1. Mai 2020 – 21. Mai 2020 3 Wochen | 3                                      | IU feat. Suga                          | Eight IU, Suga, El Capitxn | –                         |
| 22. Mai 2020 – 28. Mai 2020 1 Woche | 1                                      | Lady Gaga feat. Ariana Grande          | Rain on Me Stefani Germanotta, Ariana Grande, Nija Charles, Rami Yacoub, Michael Tucker, Martin Bresso, Alexander Ridha, Matthew Burns           | –                         |
| 22. Mai 2020 – 4. Juni 2020 2 Wochen | 2                                      | Lady Gaga feat. Blackpink              | Sour Candy Michael Tucker, Stefani Germanotta, Madison Love, Matthew Burns, Rami Yacoub, Hong Jun Park                                           | –                         |
| 5. Juni 2020 – 18. Juni 2020 2 Wochen | 2                                      | Twice                                  | More & More Musik: Justin Tranter, Zara Maria Larsson, Emenike Uzoechi Osisioma, Julia Michaels; Text: Park Jin-young, Bibi                      | –                         |
| 19. Juni 2020 – 25. Juni 2020 1 Woche | 1                                      | Ariana Grande with Justin Bieber       | Stuck with U Skyler Stonestreet, Scooter Braun, Justin Drew Bieber, Ariana Grande, Whitney Lauren Phillips, Gian Michael Stone, Freddy Wexler    | –                         |
| 26. Juni 2020 – 20. August 2020 8 Wochen | 8                                      | Blackpink                              | How You Like That Kim Jung-gu, 24, Park Hong-jun, Danny Chung                                                                                    | –                         |
| 21. August 2020 – 1. Oktober 2020 6 Wochen | 6                                      | BTS                                    | Dynamite Jessica Agombar, David Alexander Stewart                                                                                                | –                         |
| 2. Oktober 2020 – 22. Oktober 2020 3 Wochen | 3                                      | Blackpink                              | Lovesick Girls 24, Brian Lee, Danny Chung, David Guetta, Jennie Kim, Kim Ji-soo, Leah Haywood, Lee Seung-joo                                     | –                         |
| 23. Oktober 2020 – 19. November 2020 4 Wochen | 4                                      | Ariana Grande                          | Positions Angelina Sherie Barrett, Brian Vincent Bates, Tommy Brown, Nua Charles, Steve Franks, Ariana Grande, London Tyler Holmes, James Jarvis | –                         |
| 20. November 2020 – 10. Dezember 2020 3 Wochen | 3                                      | BTS                                    | Life Goes On Christopher James Brenner, Ho Yeon Kang, Kim Namjun, Alina Paulsen, Antonina Armato, Min Yoon-gi, Jeong Hoseok                      | –                         |
| 11. Dezember 2020 – 17. Dezember 2020 1 Woche | 1                                      | Taylor Swift                           | Willow Taylor A. Swift, Aaron Brooking Dessner                                                                                                   | –                         |
| 18. Dezember 2020 – 24. Dezember 2020 1 Woche (insgesamt 2) | 2                                      | Mariah Carey                           | All I Want for Christmas Is You Walter N. Afanasieff, Mariah Carey                                                                               | –                         |
| 25. Dezember 2020 – 7. Januar 2021 2 Wochen | 2                                      | Crowd Lu 盧廣仲                        | Kè zài wǒ xīndǐ de míngzì 刻在我心底的名字 | –                         |